# Timbre fiscal
 (août 2023).
Si vous disposez d'ouvrages ou d'articles de référence ou si vous connaissez des sites web de qualité traitant du thème abordé ici, merci de compléter l'article en donnant les références utiles à sa vérifiabilité et en les liant à la section « Notes et références ».
Pour les articles homonymes, voir Timbre et Droit de timbre (homonymie).

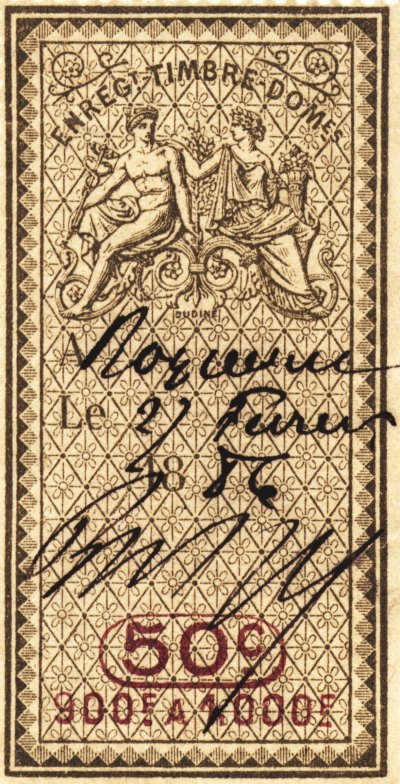
Timbre fiscal français émis en 1881.

Le timbre fiscal est une marque ou une figurine officielle destinée à prouver qu'un administré a bien payé à une collectivité publique (État, entité fédérée, colonie, collectivité locale) certaines catégories de taxes ou d'impôts. On appelle d'ailleurs certaines taxes droit de timbre, mais des timbres du même type peuvent être utilisés pour acquitter d'autres impôts, des taxes et des redevances, des droits de douane voire des amendes.
Matériellement, il se présente sous deux formes principales :
- le papier timbré ou timbre fiscal fixe, ou encore en France entier fiscal, forme la plus ancienne ;
- le timbre fiscal mobile destiné à être collé sur un document ou un emballage.

On parle de timbre de dimension quand le montant à payer dépend du format du papier.
Cette pratique fiscale a été mise au point pour la première fois aux Provinces-Unies en 1624 après un concours public visant à trouver une nouvelle forme d'impôt. Elle a ensuite été adoptée en Espagne en 1637, en France (1674), en Angleterre (1694). L'introduction de cette fiscalité a suscité des oppositions, voire des révoltes comme la Révolte du papier timbré en France ou de violentes protestations dans les Treize colonies de l'Amérique britannique. Plusieurs pays, comme l'Australie, le Bhoutan, le Canada, l'Irlande, la Malaisie, Israël, et les États-Unis, l'ont pratiquée.
Dans les pays l'ayant adopté, une grande variété de produits et documents ont été soumis à l'apposition de timbres fiscaux, dont les cartes à jouer, les médicaments brevetés, les chèques, les hypothèques, les contrats, les almanachs et les journaux. Les objets ainsi taxés doivent souvent être physiquement timbrés dans des bureaux gouvernementaux officiels après paiement de la taxe, bien que certaines alternatives comme le paiement annuel d'une somme fixe ou l'achat de timbres adhésifs soient des méthodes plus pratiques et habituelles.
Le timbre fiscal préfigure aussi le timbre postal et le timbre socio-postal. Les timbres fiscaux constituent des objets de collection dans le cadre de la philatélie.

## Naissance mouvementée du droit de timbre
Les timbres fiscaux sont apparus d'abord dans les Provinces-Unies en 1626, puis en Espagne, en 1637 pour faire payer aux usagers une taxe sur les documents qu'ils désiraient faire enregistrer (contrats, testaments, jugements, etc.), notamment pour pouvoir ultérieurement les utiliser en justice.
Mazarin voulut suivre l'exemple espagnol. Mais, les parlements (hautes juridictions de l'époque) refusèrent d'enregistrer son édit de 1655, malgré un lit de justice, car ils jugeaient cette taxe contraire à leurs intérêts : en effet, ils craignaient que les justiciables, qui payaient alors leurs juges avec des « épices » (voir la fable L'Huître et les Plaideurs), déduisent le montant de ces papiers timbrés desdites épices. Ainsi Louis XIV ne réalisa ce projet qu'en 1674, tout en rendant le papier timbré obligatoire pour de nombreux usages dont les registres paroissiaux contenant l'état civil.
En Angleterre aussi, le droit de timbre fut adopté par le Stamp Act de 1694. Mais, là-bas, cette loi fut adoptée sans atermoiements par le Parlement (qui exerçait la fonction législative, alors que les parlements français étaient des juridictions). En Angleterre, la taxe servit à payer la guerre contre la France[réf. souhaitée].
La monarchie britannique n'éprouva de difficultés en ce domaine que plus tard, lorsqu'elle voulut étendre le droit de timbre aux colonies britanniques du nouveau monde, par le Stamp Act (1765) pour financer leur défense à l'issue de la guerre de Sept Ans (1756-1763).
Mais, l'émeute se répandit dans les treize colonies où les convoyeurs de papiers timbrés furent attaqués et les dépôts de timbres incendiés. Par conséquent, de nos jours, ces papiers timbrés britanniques avec mention « America » sont devenus des raretés de première grandeur, que les collectionneurs américains rêvent de se procurer. Cette révolte contre le droit de timbre fut le premier signe précurseur de la Révolution américaine, qui allait se déclencher 5 ans plus tard, lorsque le parlement de Londres allait taxer le thé des colons.

## Préfiguration du timbre-poste et du timbre socio-postal
Le timbre-poste mis en service à partir de 1840 s'inspire du timbre fiscal et s'est encore plus répandu géographiquement que son ancêtre.
Il peut être rapproché du timbre socio-postal qui sert à constater le règlement d'une contribution sociale par les salariés et employeurs. Cette contribution garantit au salarié une indemnité de maladie ou de retraite. Cependant, comme elle n'implique aucune contrepartie pour l'employeur, elle revêt donc à son égard un caractère parafiscal. Les timbres constatant de tels versements peuvent donc trouver place dans une collection de timbres fiscaux. Mais, comme ces figurines étaient aussi imprimées et vendues par les postes, elles peuvent également figurer dans une collection de timbres-poste.

## Exemples de timbres fiscaux

### Frais de justice
Les timbres fiscaux sont utilisés pour le paiement des frais de justice. Ce genre de timbre a été utilisé en Inde dès 1797. Cette pratique a été presque entièrement abandonnée, à cause du nombre de contrefaçons.

### Documents
La taxe sur les documents, également connue sous le nom de droit de timbre, date aux Pays-Bas des années 1620. Elle arrive en France en 1651 puis en Angleterre en 1694. Les gouvernements imposent le paiement de la taxe en rendant les documents non timbrés inopposables au tribunal.

### Tabac et alcool
Dans de nombreux pays, le tabac et l'alcool sont taxés via des timbres fiscaux. Ces timbres permettent de lutter contre la contrebande de ces produits et de préserver les revenus fiscaux des États. Ils sont déployés dans de nombreux pays et États américains. Certains modèles sont qualifiés de “timbres fiscaux augmentés” par l’OMS quand ils emploient des technologies modernes de sécurisation.

## Par pays

### France
Le papier timbré est introduit en théorie par un édit de 1655, mais il ne s'applique vraiment qu'en 1674. Perçu exclusivement sous la forme du papier timbré jusqu'en 1860, il peut ensuite l'être par le biais du timbre fiscal mobile. En 2019, le droit de timbre est dématérialisé.
Pour certaines procédures fiscales, le timbre fiscal dématérialisé est devenu obligatoire.

### Grande-Bretagne et colonies britanniques
Trois lois ont introduit le timbre fiscal dans le monde britannique : la loi de 1694, la loi de 1712 (en) qui frappe tout particulièrement les journaux, et le Stamp Act de 1765, destinée aux Treize colonies et abrogé dès 1766 après des émeutes.

### Italie

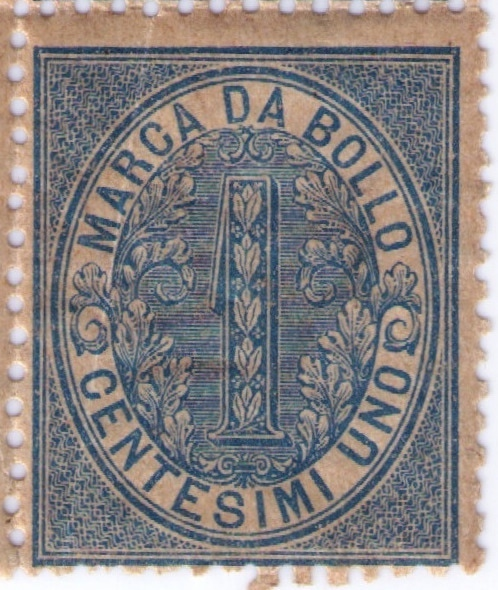
Un centime de lire italienne.

En Italie, les timbres fiscaux sont utilisés depuis 1863. Ils sont généralement vendus dans les bureaux de tabac ou les établissements publics autorisés. Depuis juin 2005, les timbres fiscaux traditionnels sont complétés (puis remplacés dès 2007) par des timbres fiscaux télématiques autocollants, émis électroniquement par l’Agenzia delle Entrate et imprimés dans les points de vente. Le timbre fiscal numérique est introduit en 2014,. Le 19 septembre 2014, le timbre fiscal numérique a été introduit (Service @e.bollo), émis électroniquement via des sites web connectés à l'Agence fiscale italienne . 
Ils sont généralement présents sur les factures émises par les entreprises italiennes, étant donné l'obligation légale d'inclure un timbre fiscal pour les montants supérieurs à 77,47 euros (= 100.000 lire), bien qu'il y ait quelques exceptions. 

### Monaco
Après un premier projet non abouti en 1880, les timbres fiscaux mobiles sont introduits à Monaco par une ordonnance souveraine du 23 août 1887. Plusieurs types de timbres sont émis jusqu'à la création d'une série fiscale unifiée (avec quelques exceptions) par la loi no 507 du 20 juillet 1949.

### Suisse
La Confédération suisse impose l'émission et le négoce des titres au moyen d'un droit de timbre :
- le droit d’émission (sur l’émission de papiers-valeurs) ;
- le droit de négociation sur le commerce de papiers-valeurs ;
- le droit de timbre sur les primes d’assurance.

En 2019, ces droits ont rapporté 2 milliards de francs à la Confédération.